# Trinity Post
Trinity Post, née le 9 septembre 1982 à Tucson (Arizona), est une actrice de films pornographiques américaine.

## Biographie
Elle a une sœur "Trista Post" qui était actrice porno aussi de 2003 à 2008.

## Récompenses et nominations
- 2010 : AVN Award nommée – Best Group Sex Scene – The 8th Day (avec Chris Cannon, Darryl Hanah, Jerry, Tyler Knight et Amber Rayne)
- 2009 : AVN Award nommée – Best All-Girl 3-Way Sex Scene – Bitch & Moan 2 (avec Kissy Kapri et Amber Rayne)
- 2005 : AVN Award – Best Group Sex Scene – Video – Orgy World 7 (avec Mark Anthony, Asia, Angelica Costello, Destiny Deville, Alex Devine, Ariana Jollee, Keiko, Tyler Knight, Byron Long, Luccia, Kayla Marie, Nika, Daphne Rosen, Julian St. Jox, Staci Thorn et Melanie X.)

## Filmographie succincte
- 2014 Your Mom Sucks Black Cock 4
- 2013 Ass Stretching Coeds 2
- 2012 Ginger Snatch
- 2011 Zebra Girls 2
- 2010 Crack That Ass
- 2009 : Girls Kissing Girls 2
- 2009 : Lingerie Sluts 2
- 2008 : Girls Kissing Girls 1
- 2008 Sapphic Lolita
- 2007 Girls in White 2007 2
- 2007 Girls in White 2007 1
- 2006 Open For Anal 2
- 2005 Older Women and Younger Women 6
- 2004 The Violation of Missy Monroe